# Ondrej Rusko
Ondrej Rusko (4. srpna 1921, Králiky – 31. března 1998, Poprad) byl slovenský sportovec.

## Životopis
Sportovec-lyžař, mistr Slovenska v štafetách na 4 x 10 km (1943, 1944). Účastník SNP. První náčelník Střediska vrcholového sportu ČH Štrbské pleso, trenér reprezentantů, organizátor lyžařských akcí ve Vysokých Tatrách, kde žil a působil. V běhu na lyžích závodil za KSTL Banská Bystrica a Harmanec (1941, 1942) a OAP Bratislava. Vícenásobný vítěz Bielej stopy SNP.